# Strelasund (Schiff, 1900)
Die Strelasund war ein deutsches Seebäderschiff, das im Liniendienst zwischen Stralsund, Hiddensee und Rügen eingesetzt wurde.

## Geschichte
Das Dampfschiff lief 1900 bei Nüscke & Co. in Stettin als Werner vom Stapel. Im Gegensatz zu den Schwesterschiffen Hans und Hanni war die Werner als Seeschiff klassifiziert. Die Stettiner Dampfschiffs-Gesellschaft J. F. Braeunlich setzte die Werner auf der Linie Stettin–Grabow–Bredow–Züllchow–Frauendorf–Gotzlow–Glienke–Kratzwieck und zurück ein. Nach kurzer Einsatzzeit wurde das Schiff von der Stettiner Reederei Albert Stenzel & Rolke erworben und 1902 an die Dampfschiffs-Gesellschaft „Gotzlow“, Stettin, verkauft.
Ab 1909 gehörte sie der Stettin-Wollin-Cammin-Dievenower Dampfschiffs-Gesellschaft m.b.H. Diese setzte die Werner und das Motorboot Dievenow I in der Saison für mehrere Fahrten am Tag zwischen Cammin und Dievenow ein. 1925 wurde das Schiff in Wollin und 1929 in Dievenow umbenannt. 1930 wurde die Dievenow als Binnenschiff eingestuft.
Anfang Februar 1945 erreichte die Dievenow den Strelasund und lag bis Januar 1946 in Stralsund auf. Hier wurde sie wieder fahrbereit gemacht, für Fahrten auf Haff und Bodden klassifiziert und unter dem Namen Strelasund Eigentum des Rates der Stadt Stralsund. Sie wurde an den Wochenenden für Fahrten zwischen Stralsund und Neuendorf eingesetzt. Bei der Bergung der ehemaligen HAPAG-Passagierschiffe Hamburg und Hansa diente die Strelasund als Versorgungs- und Personentransportschiff.
Die DSU übernahm im Januar 1950 die Strelasund und setzte sie im Linienverkehr zwischen Stralsund und Lauterbach auf Rügen sowie nach Baabe, Greifswald, Wolgast und sonntags nach Neuendorf ein. In der Saison 1953 fuhr die Strelasund zwischen Wismar und Kirchdorf auf Poel. Die letzte Ausflugsfahrt fand im August 1954 statt, bevor das Dampfschiff 1955 in Wolgast abgebrochen wurde.

## Technik
Das Schiff war 29,6 Meter lang, 5,42 Meter breit und mit 89 BRT vermessen. Eine Verbunddampfmaschine mit einer Leistung von 150 PS brachte das Schiff auf eine Geschwindigkeit von 10 Knoten. Die Besatzung bestand aus fünf Mann. Es konnten bis zu 330 Passagiere befördert werden.